# Покровка (Подгоренский район)
Покровка — хутор в Подгоренском районе Воронежской области.
Входит в состав Первомайского сельского поселения.

## География
В хуторе имеется одна улица — Полевая.

## Население
| 2010 |
| ---- |
| 54   |